# Giải Cole
Giải Cole tên đầy đủ là  Giải Frank Nelson Cole, là giải thưởng của Hội Toán học Hoa Kỳ dành cho các nhà toán học có những đóng góp xuất sắc. Giải được chia thành 2 ngành: đại số học và lý thuyết số. Giải được đặt theo tên Frank Nelson Cole, người đã phục vụ Hội 25 năm.
Giải thưởng về đại số được trao lần đầu năm 1928 cho L. E. Dickson về quyển sách của ông  Algebren und ihre Zahlentheorie, Orell Füssli, Zürich and Leipzig, 1927. Còn giải về lý thuyết số được trao lần đầu năm 1931 cho H. S. Vandiver cho bài khảo cứu của ông về Định lý lớn Fermat.
Giải chỉ được trao cho các hội viên của Hội và những nhà toán học đăng các công trình nghiên cứu xuất sắc trên các báo Toán học hàng đầu ở Hoa Kỳ.

## Các người đoạt giải Đại số học
- 1928 Leonard E. Dickson
- 1939 Abraham Adrian Albert
- 1944 Oscar Zariski
- 1949 Richard Brauer
- 1954 Harish-Chandra
- 1960 Serge Lang, Maxwell A. Rosenlicht
- 1965 Walter Feit, John G. Thompson
- 1970 John R. Stallings, Richard G. Swan
- 1975 Hyman Bass, Daniel G. Quillen
- 1980 Michael Aschbacher, Melvin Hochster
- 1985 George Lusztig
- 1990 Shigefumi Mori
- 1995 Michel Raynaud, David Harbater
- 2000 Andrei Suslin, Aise Johan de Jong
- 2003 Hiraku Nakajima
- 2006 János Kollár
- 2009 Christopher Hacon, James McKernan
- 2012 Alexander Merkurjev
- 2015 Peter Scholze

## Các người đoạt giải Lý thuyết số
- 1931 Harry S. Vandiver
- 1941 Claude Chevalley
- 1946 Henry B. Mann
- 1951 Paul Erdős
- 1956 John T. Tate
- 1962 Kenkichi Iwasawa, Bernard M. Dwork
- 1967 James B. Ax, Simon B. Kochen
- 1972 Wolfgang M. Schmidt
- 1977 Goro Shimura
- 1982 Robert P. Langlands, Barry Mazur
- 1987 Dorian M. Goldfeld,  Benedict Gross, Don Zagier
- 1992 Karl Rubin, Paul Vojta
- 1997 Andrew J. Wiles
- 2002 Henryk Iwaniec, Richard Taylor
- 2005 Peter Sarnak
- 2008 Manjul Bhargava
- 2011 Chandrashekhar Khare, Jean-Pierre Wintenberger
- 2014 Yitang Zhang, Daniel Goldston, János Pintz, Cem Yıldırım